# Svetozar Đanić
Svetozar Đanić (Manđelos, Vojvodina, 1. travnja 1917. – Zagreb, 18. lipnja 1941.), bio je jugoslavenski i hrvatski nogometni reprezentativac.

## Klupska karijera
Kao 17-godišnjak počeo je igrati nogomet u novosadskoj Vojvodini. Godine 1936. seli se u Zagreb gdje dolazi na studij, te prelazi u Građanski. Vrlo rano probio se u prvu momčad Građanskoga. Kraće vrijeme igrao je u Češkoj[nedostaje izvor], a potom se vratio u matični klub. Igrajući za zagrebački Građanski osvaja 2 prvenstva Kraljevine Jugoslavije (1937. i 1940.).

## Reprezentativna karijera
Odigrao je tri utakmice za reprezentaciju Jugoslavije (1940. – 1941.), a četiri (1 pogodak) za reprezentaciju Hrvatske (1940. – 1941.), posljednji put 15. lipnja 1941. godine u Beču protiv Njemačke (1:5). Samo tri dana nakon te utakmice (18. lipnja 1941. godine) u Zagrebu je uhićen i strijeljan od ustaša zbog suradnje s komunistima.